# Розенфельд Семен Мойсейович
Розенфельд Семен Мойсейович (10 жовтня 1922, Тернівка — 3 червня 2019, Ізраїль) — червоноармієць, в'язень табору смерті Собібор, учасник повстання 14 жовтня 1943 року — єдиного вдалого повстання в концентраційному таборі у часи Другої світової війни.

## Біографія
Народився в 1922 році, у містечку Тернівка Вінницької області. Після закінчення школи в жовтні 1940 року був призваний до армії. Служив у 150-му важкому артилерійському полку. У червні 1941 року полк стояв між Мінськом і Барановичами. У кінці липня 1941 року Розенфельд потрапив в оточення, був поранений, а потім узятий в полон.
Перебував спочатку в Мінську, в концтаборі СС на вулиці Широкій, а у вересні 1943 року разом з Олександром Печерським, Аркадієм Вайспапіром та іншими євреями-військовополоненими був відправлений до табору Собібор.
14 жовтня 1943 року взяв активну участь у повстанні. У результаті постання частині в'язнів під керівництвом Печерського вдалося вбити 12 есесівців з персоналу табору і вирватися на свободу.
До моменту окупації Холму радянськими військами навесні 1944 року, Розенфельд з невеликою групою в'язнів ховався в лісах. В окупованому Холмі Розенфельд з'явився до радянської комендатури, пройшов перевірку СМЕРШу і був направлений в 39-ту гвардійську мотострілецьку дивізію. У Познані був поранений, в одному з вуличних боїв. У лютому 1945 року повернувся у стрій і брав участь у взятті Берліна. Залишив на стіні рейхстагу напис «Барановичі—Собібор—Берлін»
Був демобілізований в жовтні 1945 року.
Перша зустріч відбулася в будинку Семена у місті Гайворон. Печерський вперше зустрів Розенфельда від 1943 року.
У 1973 році в Гайвороні зустрілися Печерський, Вайспапір і Розенфельд. Тут вони вирішили зустрічатися кожні п'ять років.
У 1990 році емігрував до Ізраїлю, жив в Тель-Авіві. 16 жовтня 2012 року в Тель-Авіві був відкритий пам'ятник Олександру Печерському і посаджено іменне дерево. Пам'ятник встановлений на території комплексу соціального житла, де проживав Семен Розенфельд. Міністр інформації та діаспори Ізраїлю Юлій Едельштейн вручив Розенфельду нагороду зі словами, що «подвиг Печерського і його соратників не має аналогів в історії і є видатним прикладом героїзму єврейського народу». Ця подія висвітлювалася ізраїльської та російською пресою.
16 травня 2018 року посол України в Ізраїлі Геннадій Надоленко вручив Розенфельду український Орден «За заслуги» III ступеня.
Помер 3 червня 2019 року в Ізраїлі.

## Документальні фільми
- 2010 — Арифметика свободи (реж. Олександр Марутян)